# Mufasa: The Lion King
Mufasa: The Lion King en la seva versió original en anglès) és una futura pel·lícula nord-americana d'imatge generada per ordinador fotorealista dirigida per Barry Jenkins, basada en un guió escrit per Jeff Nathanson. Es tracta d'una precuela de la pel·lícula del 2019 The Lion King. Donald Glover, Seth Rogen, Billy Eichner, John Kani i Beyoncé Knowles-Carter reprenen els seus papers dels personatges de la pel·lícula de 2019, i s'hi uneixen Aaron Pierre, Kelvin Harrison Jr., Tiffany Boone, Mads Mikkelsen, Thandiwe Newton, Lennie James i la filla de Knowles-Carter, Blue Ivy Carter, en el seu debut cinematogràfic.
El desenvolupament d'una preqüela de The Lion King es va confirmar el setembre de 2020, amb Jenkins com a director i Nathanson acabant un esborrany del guió. Pierre i Harrison Jr. van ser anunciats com a part del repartiment de veus a l'agost de 2021, seguit d'altres càstings entre setembre de 2022 i abril de 2024. La pel·lícula es va anunciar oficialment quan es va revelar el seu títol oficial al setembre de 2022 durant l'anunci de la D23 Expo 2022. La producció de la pel·lícula es va alentir al juliol de 2023 a causa de la vaga de SAG-AFTRA de 2023.
Mufasa: The Lion King es va estrenar als Estats Units per Walt Disney Studios Motion Pictures el 20 de desembre de 2024.

## Premissa
A les terres del Regne de Tanzània, després dels esdeveniments de The Lion King (2019), el mandril Rafiki explica la història de l'origen de dos lleons, Mufasa i Taka, a Kiara, la neta de Mufasa i filla de Simba i Nala. La història segueix el jove orfe Mufasa, que es fa amic del príncep Taka i és adoptat per la família de Taka; els dos es tornen tan a prop com germans. Timón, la suricata, i Pumba, el senglar, afegeixen comentaris divertits.

## Repartiment de veu
- Aaron Pierre com Mufasa, un lleó que creix fins a convertir-se en el futur rei de les Terres del Regne i el pare de Simba.
  - Braelyn Rankins com el jove Mufasa
- Kelvin Harrison Jr. com Taka, un lleó que més tard es coneixeria com Scar. És un jove príncep i germà adoptiu de Mufasa, i fill de Eshe i Obasi.
  - Theo Somolu com el jove Taka
- Seth Rogen com Pumba, un senglar d'enginy lent que es va fer amic de Simba quan era un cadell.
- Billy Eichner com a Timó, un suricata ocurrent que es va fer amic de Simba quan era un cadell.
- John Kani com Rafiki, un mandril savi que serveix com a xaman de les Terres del Reinomigo pròxim de Mufasa, qui conta la seva història amb Kiara, Timó i Pumba.
  - Kagiso Lediga com el jove Rafiki
- Tiffany Boone com Sarabi, una lleona que es va fer amiga de Mufasa, Taka, Rafiki i Zazu, i que creixeria fins a convertir-se en la futura reina de les Terres del Regne i la mare de Simba.
- Preston Nyman com Zazú, un jove cálao que és el futur majordom del Rei de les Terres del Regne.
- Mads Mikkelsen com Kiros, un lleó blanc formidable amb grans plans per al seu ramat.
- Donald Glover com Simba, actual rei de la Roca del Regne i fill de Mufasa i Sarabi.
- Beyoncé com Nala, esposa de Simba i nora de Mufasa.
- Thandiwe Newton com Eshe, mare de Taka i mare adoptiva de Mufasa.
- Lennie James com Obasi, pare de Taka i pare adoptiu de Mufasa.
- Keith David com Masego, pare biològic de Mufasa.
- Anika Noni Rose com Afia, mare biològica de Mufasa.
- Blue Ivy Carter com Kiara, la filla de Simba i Nala i la néta de Mufasa i Sarabi.

A més, Braelyn Rankins, Theo Somolu, Folake Olowofoyeku, Joanna Jones, Thuso Mbedu, Sheila Atim, Abdul Salis i Dominique Jennings han estat seleccionats per a rols no revelats encara.

## Producció

### Desenvolupament
El setembre de 2020, es va anunciar que s'estava desenvolupant una seqüela d'acció en viu / CGI de la pel·lícula de 2019, amb Barry Jenkins com a director. Els informes indicaven que el projecte se centraria en la història de Mufasa durant els seus anys de formació, amb escenes addicionals que explorarien els esdeveniments previs a la primera pel·lícula; comparant la pel·lícula amb una estructura similar a El Padrí II. En aquell moment, Jeff Nathanson, el guionista de la pel·lícula anterior, havia completat un esborrany del guió. La pel·lícula es va anunciar oficialment amb el títol de Mufasa: The Lion King a la D23 Expo de 2022.[5]
El 13 de desembre de 2023, Hollywood Handle va informar que la trama de la pel·lícula involucraria a Rafiki explicant-li la història de Mufasa a la seva néta, Kiara, marcant la primera aparició del personatge en pantalla en un llargmetratge animat des de The Lion King II: Simba's Pride (1998), la seqüela directament per a vídeo de la pel·lícula animada original.

### Càsting
A l'agost de 2021, Aaron Pierre i Kelvin Harrison Jr. van ser triats com les veus dels joves Mufasa i Scar, respectivament. Per a setembre de 2022, es va revelar que Seth Rogan, Billy Eichner i John Kani repetirien els seus papers com Pumba, Timó i Rafiki, respectivament. Durant una entrevista amb Fandango l'abril de 2023 sobre la seva pel·lícula Chevalier (2022), Harrison Jr. va confirmar que la pel·lícula explorarà la història de fons de l'Scar, retratant-ho d'una manera "divertida i molt, molt picant" i expressant interès en la relació de Scar amb el seu germà Mufasa, i com aquesta evoluciona al llarg de la pel·lícula.
L'abril de 2024, es va confirmar que Beyoncé Knowles-Carter i Donald Glover repetirien els seus papers, amb Blue Ivy Carter (en el seu debut cinematogràfic), Tiffany Boone (va reemplaçar a Alfre Woodard), Kagiso Lediga, Preston Nyman (va reemplaçar a John Oliver), Mads. Mikkelsen, Thandiwe Newton, Lennie James, Anika Noni Rose, Keith David, Braelyn Rankins, Theo Somolu, Folake Olowofoyeku, Joanna Jones,Thuso Mbedu, Sheila Atim, Abdul Salis i Dominique Jennings van anunciar com a noves incorporacions a l'elenc.

### Rodatge
El setembre de 2022, a la D23 Expo, es va mostrar material exclusivament per als assistents que revelava que el rodatge havia estat en marxa. Moving Picture Company tornarà per a proporcionar els efectes visuals.  Al juliol de 2023, la producció de la pel·lícula es va aturar a causa de la vaga SAG-AFTRA de 2023.

## Música
El juny de 2022, es va contractar a Nicholas Britell com a compositor per a la banda sonora de la pel·lícula. Uns mesos més tard, al setembre del mateix any es va anunciar el retorn de Hans Zimmer i Pharrell Williams per al nou lliurament cinematogràfic.
L'abril de 2024, Disney va confirmar que Lin-Manuel Miranda escriuria les cançons per a la pel·lícula en coproducció amb Mark Mancina. Lebo M. tornaria a proporcionar veus i interpretacions addicionals.

## Estrena
Mufasa: The Lion King es va estrenar el 20 de desembre de 2024. El setembre de 2022, durant la D23 Expo es va revelar que Mufasa: The Lion King s'estrenaria el 5 de juliol de 2024, però l'estrena es va retardar per la vaga SAG-AFTRA.